# Angel (Madonna)
"Angel" je treći singl američke pjevačice Madonne s drugog studijskog albuma Like a Virgin. Kao singl je izdan 10. travnja 1985. pod Sire Recordsom.

## O pjesmi
"Angel" su napisali Madonna i Stephen Bray. Pjesma je objavljena nakon planetarno poznatih hitova "Like a Virgin" i "Material Girl" i prije još jednog takvog hita "Crazy for You", te "Into the Groove". S ovakvom konkurencijom, singl je bio uspješnica a mora se uzeti i u obzir nedostatak popratnog glazbenog videa. Singl je dospjeo na 5. mjesto Billboardovih Hot 100. Unatoč tome, singl je zbog velike konkurencije ostao najmanje zapamćen s cijelog albuma.
U Sjedinjenim Državama je singl izdana kao 12" maxi singl s pjesmom "Into the Groove" iz filma Desperately Seeking Susan kao B-strana. Kako nije postojao soundtrack za film, te se pjesma nije mogla naći na nekom Madonninom albumu, "Into the Groove" je značajno pridonio prodaji singla "Angel" u Australiji i SAD-u. U Australiji je singl na 1. mjestu proveo četiri tjedna, a RIAA je dodijelila pjesmi zlatnu certifikaciju zbog prodaje veće od 1.000.000 primjeaka.
"Angel" nije izdana u nekim europskim zemljama poput Francuske.

## Uspjeh singla
Pjesma je u Ujedinjenom Kraljevstvu izdana nakon "Into the Groove" i s pjesmom "Burning Up" kao B-strana. Dospjela je na 5. mjesto britanske ljestvice najboljih singlova. U Španjolskoj je dospjela na 2. mjesto, dok je u Japanu dospjela na 3. mjesto.
U Australiji, Kanadi i SAD-u je pjesma bila u drugom planu zbog uspjeha "Into the Groove". Zbog izdavanja ovih pjesama zajedno, na australskoj ljestvici se singl probio na 1. mjesto, a u SAD-u na 5. mjesto. Ovo je bio treći singl s albuma koji je debitirao unutar Top 50. "Crazy for You" se penjao po ljestvici prema prvoj poziciji gdje je i dospjeo nakon 2 tjedna, a "Material Girl" je polako padala s ljestvice. U Australiji je "Angel/Into the Groove" bio 2. najprodavaniji singl godine. Prodavanija je jedino bila pjesma "We Are the World", dok se na 3. mjesto smjestila Madonnina "Crazy for You".

## Glazbeni video
Za ovu pjesmu nije snimljen službeni video, možda zbog uspjeha drugih Madonninih singlova. Zbog toga je ovo najslabije pamćen singl s albuma, unatoč uspjehu na ljestvicama.
U UK se pojavio službeni promotivni video za pjesmu, a sastojao se od isječaka iz drugim Madonninih spotova i to za pjesme "Burning Up", "Borderline", "Lucky Star", "Like a Virgin" i "Material Girl".
Iako je Madonna izvela pjesmu 1985. na The Virgin Tour, snimka nije uključena na video Live – The Virgin Tour.

## Popis formata i pjesama
Američki / Australski 7" Singl
1. "Angel" (7" Version) - 3:40
2. "Angel" (Dance Mix Edit) - 4:56

Američki / Australski 12" Singl
1. "Angel" (Extended Dance Remix) - 6:15
2. "Into the Groove" - 4:43

Britanski / Eurospki 7" Singl
1. "Angel" (7" Version) - 3:40
2. "Burning Up" - 3:43

Britanski / Europski 12" Singl
1. "Angel" (Extended Dance Remix) - 6:15
2. "Burning Up" - 3:43

## Službene verzije
1. Album Version (3:53)
2. 7" Version/Fade (3:42)
3. Dance Mix Edit (4:56)
4. Extended Dance Remix (6:15)
5. Video Edit (2:50)

## Na ljestvicama
| Ljestvica (1985)                     | Pozicija |
| ------------------------------------ | -------- |
| Australija                           | 1        |
| Irska                                | 3        |
| Kanada                               | 5        |
| Europa                               | 14       |
| Njemačka                             | 31       |
| Japan                                | 52       |
| Novi Zeland                          | 2        |
| Južnoafrička Republika               | 4        |
| Španjolska                           | 2        |
| Švicarska                            | 17       |
| Ujedinjeno Kraljevstvo               | 5        |
| SAD Billboard Hot 100                | 5        |
| SAD Billboard Hot Adult Contemporary | 5        |
| SAD Billboard Hot Dance Club Play    | 1        |
| SAD Billboard Hot R&B/Hip-Hop Songs  | 71       |
| SAD ARC Weekly Top 40                | 2        |

## Certifikacije
| Država | Certifikacija | Prodaja    |
| ------ | ------------- | ---------- |
| UK     | srebrna       | 200.000+   |
| SAD    | zlatna        | 1.000.000+ |